# Rhabdosargus globiceps
El pargo ñato o sargo austral (Rhabdosargus globiceps) es una especie de peces de la familia Sparidae en el orden de los Perciformes.

## Morfología
Los machos pueden llegar alcanzar los 65 cm de longitud total.

## Distribución geográfica
Se encuentra en las  costas del Atlántico suroriental (en Angola hasta KwaZulu-Natal - Sudáfrica -) .